# 妮可·华莱士 (演员)
妮可·亞歷杭德拉·瓦勒斯·德巴里歐（Nicole Alejandra Wallace del Barrio，2002年3月22日—）是一位美國裔西班牙女演员和歌手，她最出名的角色是她在電視劇《羞耻：西班牙版》中扮演的諾拉·葛雷絲（Nora Grace），以及在Prime Video原创电影《我的過錯》中扮演诺亚（Noah）。

## 早期生活
妮可·华莱士出生並成長於西班牙首都马德里。她的父亲是美国人，因此瓦勒斯會說流利的西班牙語和英語。瓦勒斯从小学习中提琴、钢琴和歌唱，並學習了8年多的现代舞。瓦勒斯的姐姐克蘿伊（Chloé Wallace）是一名导演、作家和摄影师，Netflix原創西班牙浪漫電視劇《完美童話》即是克蘿伊的導演處女作。

## 职业生涯
2018年，瓦勒斯在Movistar Plus+電視劇《羞耻：西班牙版》中饰演諾拉·葛雷絲（Nora Grace）一角而一举成名，该剧集改编自挪威青少年電視劇《羞耻》。该电视剧的第三季围绕瓦勒斯饰演的角色诺拉和希莉亞·莫內德羅饰演的维里展开。诺拉和维里的这一季向青年观众宣传女权主义和赋权主题而获得了FestTVal de Vitoria颁发的“Cima TV”奖。
自从她饰演诺拉这个突破性角色以来，瓦勒斯出现在许多杂志和其他出版物中，例如《SModa》、《Glamour》和《Vogue》。她在後來的幾部影視作品中取得了成功，2022年，瓦勒斯主演了TVE的电视剧《鹦无鹉》；2023年，她在Prime Video原创浪漫电影《我的過錯》中饰演被卷入了与继兄尼克的禁忌浪漫的诺亚（Noah），她還参与拍摄了危险的街头赛车场景。《我的過錯》改编自梅赛德斯·罗恩（Mercedes Ron）最初在Wattpad上发表的名为《Culpables》的流行小说系列。
2023年，瓦勒斯在电影《维拉》（Vera）中扮演主角维拉，在电视迷你剧《一個都不能多》中扮演艾瑪（Alma），該剧改编自米格爾·薩斯·卡拉爾的同名小说，将於2024年5月31日在Netflix首映。

## 影视作品

### 電視劇
| 年份 | 中文譯名           | 原文片名    | 角色                      | 备注       |
| ---- | ------------------ | ----------- | ------------------------- | ---------- |
| 2018 | 《羞耻：西班牙版》 | Skam España | 諾拉·葛雷絲（Nora Grace） | 主演；38集 |
| 2021 | 《鹦无鹉》         | Parot       | 太阳（Sun）               | 主演；10集 |
| 2024 | 《一個都不能多》   | Ni una más  | 艾瑪（Alma）              | 主演；8集  |

### 电影
| 年份 | 中文譯名       | 原文片名                            | 角色           | 备注 |
| ---- | -------------- | ----------------------------------- | -------------- | ---- |
| 2008 | 不適用         | Excision                            | 無名           | 短片 |
| 2017 | 不適用         | Campfire Creepers: The Skull of Sam | 薇琪（Vicky）  | 短片 |
| 2018 | 《后千禧一代》 | Post millennial                     | 妮可（Nicole） | 短片 |
| 2019 | 不適用         | Ray Sparks                          |                | 短片 |
| 2021 | 不適用         | La fuerza del Destino               |                | 短片 |
| 2023 | 《我的過錯》   | Culpa mía                           | 诺亚（Noah）   | 主角 |
| 2023 | 《维拉》       | Vera                                | 维拉（Vera）   | 主角 |
| 2023 | 不適用         | Echo                                | 瑪雅（Maya）   | 短片 |
| 2024 | 不適用         | Un año y un día                     | Nerea          | 主角 |
| 2024 | 《你的過錯》   | Culpa Tuya                          | 諾亞           | 主角 |
| 2024 | 《我們的過錯》 | Culpa Nuestra                       | 諾亞           | 主角 |

## 音樂作品

### 單曲
| 年份 | 歌名               | Ref.   |
| ---- | ------------------ | ------ |
| 2021 | 〈Bella〉          | [ 11 ] |
| 2021 | 〈Devuélveme〉     | [ 12 ] |
| 2021 | 〈Impatient Eyes〉 | [ 13 ] |
| 2022 | 〈Cuídate〉        | [ 14 ] |